# Luis María Beamonte
Luis María Beamonte Mesa és un polític espanyol, actual president del PP-Aragó, alcalde de Tarassona i diputat de les Corts d'Aragó en la seva IX legislatura. Entre 2011 i 2015 va ser president de la Diputació Provincial de Saragossa.

## Biografia
Va néixer el 10 setembre de 1963 en Tudela (Navarra). Va cursar estudis de Dret a la Universitat de Saragossa i va realitzar un curs (IESE) en Lideratge i Gestió Pública. També es va formar a l'Escola Pràctica Jurídica de la Universitat de Saragossa. Durant 9 anys, entre els anys 1986 i 1995, va exercir com a secretari interventor en l'administració local.
Va obtenir un títol de dret a la Universitat Rei Joan Carles en 2017.

### Carrera política
Va començar la seva carrera política com a regidor de l'Partit Popular en Malón (Saragossa) i el 1995 es va incorporar a la Diputació Provincial de Saragossa com a diputat provincial.
- En les eleccions municipals de 2003 es va presentar com a cap de llista del PP a Tarazona, sent la llista més votada no obstant això, no va poder governar a conseqüència d'un pacte tripartit entre PSOE, IU -CC i CHA, que va triar com a alcaldessa la socialista Ana Cristina Vera.
- En les eleccions municipals de 2007 va tornar a guanyar el PP,[2] i després d'un pacte polític amb el PAR, Beamonte va ser investit alcalde. Des 2008 també és president del PP-Saragossa.[3]
- En les eleccions de 2011 el PP va obtenir la primera majoria absoluta de la història de la ciutat, amb 10 regidors sobre un ple de 17, i Beamonte va tornar a repetir legislatura com a alcalde. del Partit Aragonès i elegit diputat de les Corts d'Aragó en la seva VIII legislatura. Per exercir amb normalitat les seves altres responsabilitats públiques va renunciar a la seva acta de diputat autonòmic.
- En les eleccions autonòmiques i municipals de 24 maig de 2015.